# Quarkus
Quarkus est un framework d'application Java,
,
,
, conçu pour fonctionner nativement avec Kubernetes, OpenJDK HotSpot et GraalVM. Comparativement à d'autres frameworks, tels que Spring, il offre une faible empreinte mémoire et un temps de démarrage réduit,. Il permet de combiner à la fois un code impératif et un style réactif non bloquant.